# Michele Attendolo
Michele Attendolo, auch bekannt als Micheletto Attendolo oder Micheletto da Cotignola (* ca. 1370 Cotignola; † Februar 1463 in Pozzolo Formigaro), war ein italienischer Condottiere, Graf von Cotignola und Herr von Acquapendente, Alianello, Castelfranco Veneto, Potenza und Pozzolo Formigaro.

Michele Attendolo in Das entscheidende Vorgehen von Micheletto Attendolo, Tafel aus Paolo Uccellos Schlacht von San Romano, 1438, Louvre Museum, Paris

## Leben
Er war der Sohn von Bartolo Attendolo, Bruder von Lorenzo, Vater von Perino, Raimondo und Pietro Antonio, Cousin von Muzio Attendolo Sforza und Francesco Sforza und Schwiegersohn von Niccolò Fortebraccio und Giacomo di Vico. Im Jahr 1419 trat er in den Dienst des Kirchenstaates unter Papst Martin V.

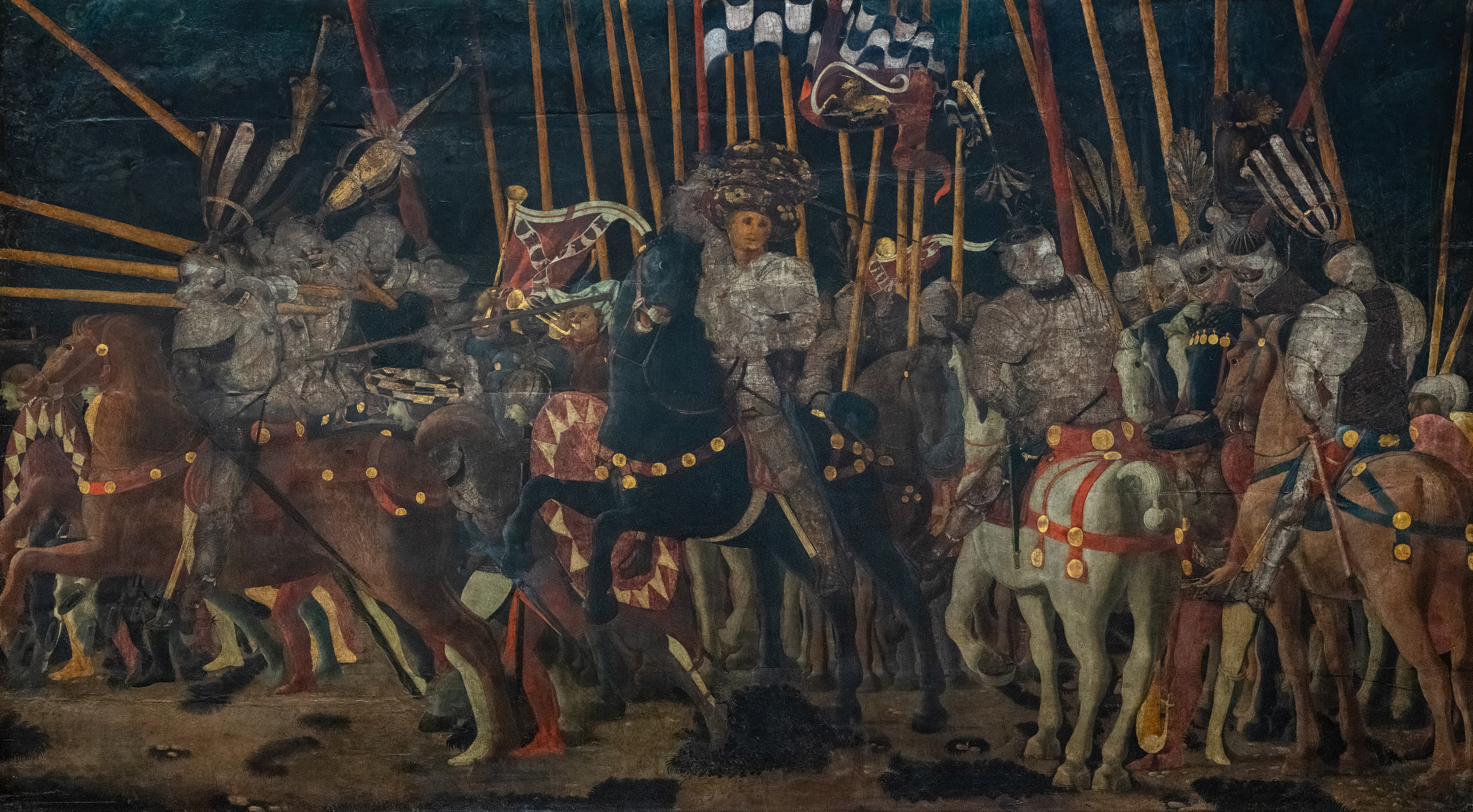
Das entscheidende Vorgehen von Micheletto Attendolo, Tafel aus Paolo Uccellos Schlacht von San Romano, 1438, Louvre, Paris

Im Jahr 1420 heiratete er Polissena dei Sanseverino, Witwe von Andrea Malatesta, Herr von Cesena usw., eine Tochter des Venzeslao Sanseverino, Herzog von Amalfi und der Margherita di Sangineto. Die Ehe brachte ihm eine Mitgift von fünfzehn wichtigen Lehen.
Im Jahr 1431 trat er in den Dienst der Republik Florenz und nahm als Generalkommandant der florentinischen Truppen an der Seite von Niccolò da Tolentino an der „Schlacht von San Romano“ teil, einer historischen Schlacht, die am 1. Juni 1432 zwischen den Florentinern und den mit Mailand verbündeten Sienesen stattfand. Bei dieser Schlacht waren die Sienesen unter der Führung von Bernardino Ubaldini della Carda klar überlegen. Nach einem Kundschaftereinsatz in der Nähe des Turms von San Romano bei Montopoli in Val d’Arno beschlossen die Florentiner unter dem Kommando von Niccolò da Tolentino sie plötzlich anzugreifen. Dank des Eingreifens von Michele Attendolo, der mit einer Verstärkungskolonne eintraf, flohen die kampfmüden Sienesen aus der Schlacht. Die Schlacht wurde auf einem Gemälde von Paolo Uccello festgehalten.
Er verließ die Florentiner, trat er in den Dienst von Papst Eugen IV. und bekämpfte viele Herren, die versuchten sich der päpstlichen Herrschaft zu entziehen. 1433 war er mit 500 Rittern in Rom um Kaiser Sigismund zu empfangen, der ihn nach seiner Krönung zum Ritter schlug.
Später stand Attendolo im Sold von Renatus von Anjou, um das Königreich Neapel von Mai 1435 bis April 1439 gegen die Ansprüche der Aragonier zu verteidigen.

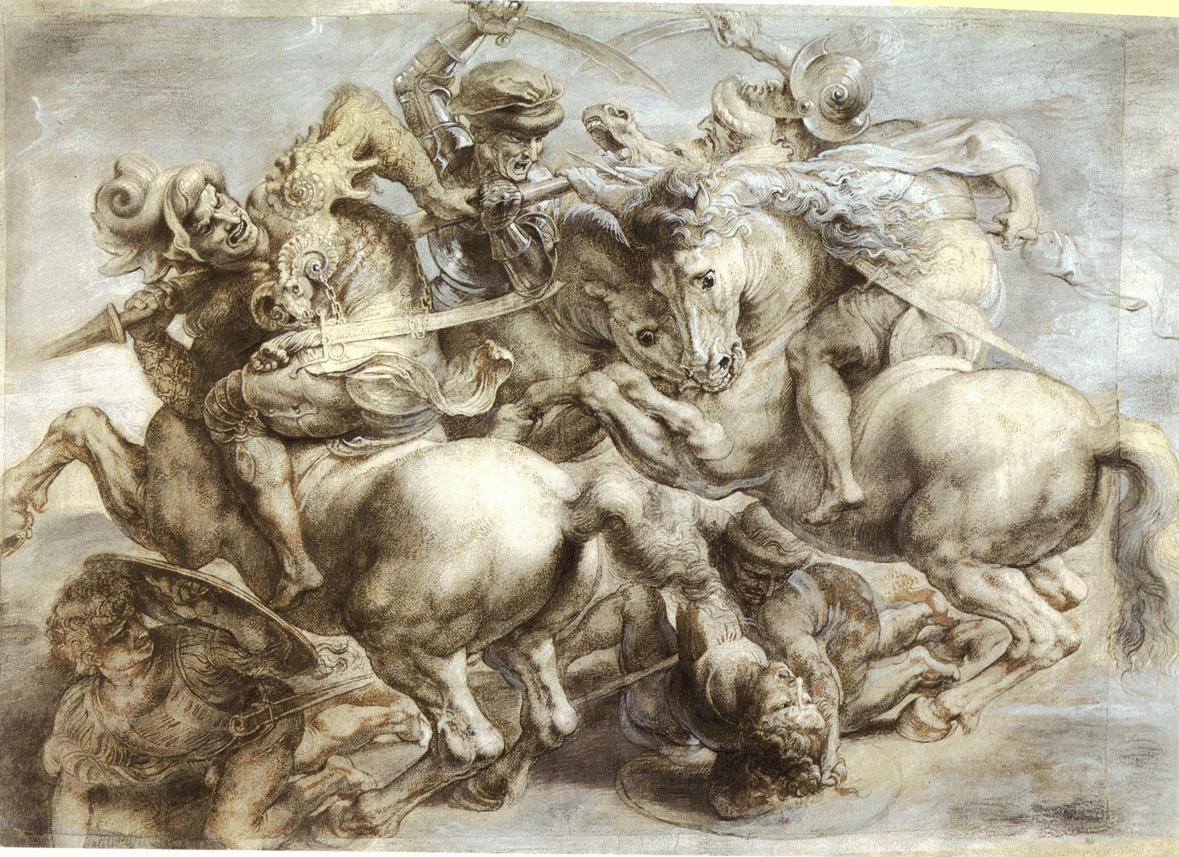
Peter Paul Rubens, Schlacht von Anghiari, Kopie des gleichnamigen Werks von Leonardo da Vinci. Michele Attendolo ist unten links abgebildet.

Im Jahr 1440 stand er erneut im Dienst der Republik Florenz und besiegte bei dieser Gelegenheit Niccolò Piccinino bei Anghiari, der sich auf die Seite der Mailänder gestellt hatte. Im Jahr 1441 schloss er einen Waffenstillstand mit der Republik Venedig und wurde anstelle von Gattamelata zum Generalkommandanten ernannt. Im Januar kämpfte er gegen die Aragonier in den Abruzzen.
Micheletto Attendolo führte die Armeen der Serenissima im Jahr 1447 zur Eroberung von Lecco, wurde aber von den Mailändern besiegt. Er wurde von seinem Kommando entbunden und in Conegliano eingesperrt.

## Archiv
Zusammen mit dem Archiv des Unternehmers Iacopo Viviani ist auch das Archiv der Söldnerkompanie seines Vorfahren Michele Attendolo di Cotignola erhalten, das aus 55 Einheiten besteht, darunter Soldbücher, Rechnungen über Fahrtkosten und Bücher über Schuldner und Gläubiger von 1424 bis 1448. Die Sammlung wird bei der Fraternita dei Laici in Arezzo aufbewahrt.